# Гладилин, Валерий Павлович
Глади́лин Вале́рий Па́влович (19 октября 1951, Саларьево, Московская область, Россия) — российский футболист, полузащитник. Мастер спорта международного класса, заслуженный тренер России по футболу. В 2007—2011 — депутат Государственной Думы V созыва от партии «Единая Россия».

## Биография
Родился 19 октября 1951 г. в Саларьево, Московской области.
В 1983 г. окончил Казахский институт физической культуры.
Выступал за московский «Спартак», алма-атинский «Кайрат» и московский «Локомотив».
В 1990 году за польский клуб «Кемпно» провёл 16 матчей, забил 4 гола.
В 1991 году выступал за московский мини-футбольный клуб «Дина», за который провел 11 матче и забил 3 гола.
С 1992 по 1996 год был играющим тренером команды звезд эстрады «Старко» и президентом эстрадно-спортивного клуба «Звезды спорта». С апреля 2004 года — представитель в Совете Федерации Федерального Собрания РФ от Думы Усть-Ордынского Бурятского автономного округа, член Комитета по обороне и безопасности, член Комиссии по контролю за обеспечением деятельности Совета Федерации. В декабре 2007 года избран депутатом Государственной Думы V созыва. В 2009—2010 гг. был президентом ФК «Днепр» (Смоленск). Награждён Почетной грамотой Совета Федерации.

## Достижения
- Серебряный призёр чемпионата СССР (3): 1974, 1983, 1984